# 神代村 (兵庫県)
神代村（くましろむら）は、兵庫県三原郡にあった村。現在の南あわじ市神代（じんだい）各町にあたる。

## 地理
- 山岳：諭鶴羽山
- 河川：三原川、諭鶴羽川、上田川

## 歴史
- 1889年（明治22年）4月1日 - 町村制の施行により、神稲村・上田村・国衙村の区域をもって発足。
- 1950年（昭和25年）3月31日 - 村内に昭和天皇の戦後巡幸。乳牛天覧場を設けて乳牛や乳製品を展示した[1]。
- 1955年（昭和30年）4月3日 - 榎列村・八木村・市村と合併して三原町が発足。同日神代村廃止。

## 交通

### 鉄道路線
- 淡路交通
  - 鉄道線：神代駅

### 道路
- 国道28号

## 出身著名人
- 白川久雄（弁護士、洲本町長、衆議院議員）